# 사우스벅스

사우스벅스의 위치

사우스벅스(영어: South Bucks)는 잉글랜드 버킹엄셔주에 위치한 비도시 자치구로 중심 도시는 데넘이며 인구는 68,512명(2014년 기준), 면적은 141.28km2이다.